# أوسكار فيشتينغر
أوسكار فيشتينغر (بالألمانية: Oskar Fischinger) ولد يوم 22 يونيو 1900 في غيلنهاوزن (هيس) وتوفي في 31 يناير 1967 في لوس انجليس (كاليفورنيا)، هو رسام ومخرج أفلام رسوم المتحركة ألماني. أخرجا خصوصا في 1920 و1930 أفلام الرسوم المتحركة مجردة في العجين . مع الفنتازيا، وكان والت ديزني تستوحي من بعض أعماله.

## روابط خارجية
- أوسكار فيشتينغر على موقع IMDb (الإنجليزية)
- أوسكار فيشتينغر على موقع الموسوعة البريطانية (الإنجليزية)
- أوسكار فيشتينغر على موقع روتن توميتوز (الإنجليزية)
- أوسكار فيشتينغر على موقع ألو سيني (الفرنسية)
- أوسكار فيشتينغر على موقع تيرنر كلاسيك موفيز (الإنجليزية)
- أوسكار فيشتينغر على موقع أول موفي (الإنجليزية)
- أوسكار فيشتينغر على موقع قاعدة بيانات الأفلام السويدية (السويدية)
- أوسكار فيشتينغر على موقع ديسكوغز (الإنجليزية)
- أوسكار فيشتينغر على موقع قاعدة بيانات الفيلم (الإنجليزية)
- أوسكار فيشتينغر على موقع كينوبويسك (الروسية)